# 希氏裂燈鱂
希氏裂燈鱂，為輻鰭魚綱鯉齒目鯉齒亞目花鳉科的其中一種，分布於非洲迦納、象牙海岸、賴比瑞亞、布吉納法索的淡水流域，體長可達3.5公分，屬肉食性，生活習性不明，可作為觀賞魚。

## 擴展閱讀
維基物種上的相關：希氏裂燈鱂